# Orlești
Orlesti là một xã thuộc hạt Vâlcea, România. Dân số thời điểm năm 2002 là 3433 người.